# Joey Cheek
Joey Cheek, właśc. William Joseph N. Cheek (ur. 22 czerwca 1979 w Greensboro) – amerykański łyżwiarz szybki, trzykrotny medalista olimpijski, czterokrotny medalista mistrzostw świata

## Kariera
Specjalizuje się w wyścigach na krótkich dystansach, od 500 do 1500 metrów. Pierwszy medal olimpijski, brązowy, zdobył w 2002, cztery lata później w Turynie wywalczył dwa krążki: złoty na 500 m i srebrny na 1000 m. W 2003 roku był trzeci na 1000 i 1500 m podczas mistrzostw świata w Berlinie. Na rozgrywanych w 2005 roku mistrzostwach świata w wieloboju w Salt Lake City był trzeci, a rok później, podczas mistrzostw świata w wieloboju w Heerenveen był najlepszy.
W sierpniu 2008 roku, kilka dni przed rozpoczęciem igrzysk w Pekinie, odmówiono mu prawa wjazdu na terytorium Chin – na 24 godziny przed wyjazdem unieważniając wizę. Decyzja chińskich władz jest wiązana z zaangażowaniem Cheeka w nagłaśnianie konfliktu w Darfurze.

## Starty olimpijskie (medale)
Salt Lake City 2002
- 1000 m – brąz

Turyn 2006
- 500 m – złoto
- 1000 m – srebro